# Partenio di Nicea
Partenio di Nicea (in greco antico: Παρθένιος ὁ Νικαεύς?, Parthénios ho Nikaéus; Nicea, ... – Roma?, dopo il 14 d.C.) è stato un grammatico e poeta greco antico.

## Biografia
Partenio, figlio di Eraclide ed Eudora, proveniente da Nicea in Bitinia, visse all'epoca delle Guerre mitridatiche. Secondo il lessico Suda, fu portato a Roma nel 72 a.C. da Cinna, In seguito si recò a Napoli, dove insegnò il greco a Virgilio, che ne avrebbe ripreso alcuni versi nelle Bucoliche e nelle Georgiche.
Si pensa che Partenio sia vissuto all'incirca fino all'ascesa al trono di Tiberio nel 14 d.C., visto che l'imperatore lo ebbe a modello di stile, probabilmente avendolo conosciuto direttamente alla corte augustea o, comunque, tramite Virgilio.

## Opere
Partenio fu fecondo scrittore di elegie, specialmente di argomento funerario, e di brevi epilli. Il lessico Suda e vari grammatici citano i seguenti titoli, di cui sopravvivono solo 48 brevissimi frammenti: Afrodite; Arete (un elogio funebre per la moglie, in 3 libri); Archelaide (in distici elegiaci); Biante; Delo (forse un epillio sui culti di Apollo, tra i quali veniva menzionato Apollo Grinio); Crinagora; Leucadia; Antippe; Idolofane; Eracle; Ificlo; Telefo. Di queste opere, almeno a partire dagli scarni frammenti pervenuti, sembra fosse apprezzata la notevole raffinatezza formale e l'erudizione sulla scorta di Callimaco ed Euforione di Calcide, a cui Luciano di Samosata (De conscribenda historia, LVII) appunto lo unisce per l'estremizzazione formale.
L'unica sua opera giunta fino a noi, gli Erotikà Pathémata (Le pene d'amore), composta per il poeta Gaio Cornelio Gallo, è una raccolta  mitografica di 36 storie d'amore dalla conclusione infelice, tratte da precedenti lavori di vari storici e poeti, tra i quali Euforione di Calcide, Filita di Cos o Nicandro di Colofone. L'operetta si apre con una breve prefazione in forma di lettera a Gallo, in cui spiega di aver raccolto storie d'amore infelici da diversi poeti e scrittori, in modo da offrire spunti al suo protettore ed amico:
Dopodiché, Partenio espone brevemente ogni singola storia, facendola precedere da una brevissima rubrica in cui espone la fonte di riferimento. Spesso la storia viene integrata con estratti poetici più o meno lunghi dell'autore di riferimento, o, in alcuni casi, di Partenio stesso. Queste le storie esposte dall'autore:
1. Lyrco
2. Polimela
3. Evippe
4. Enone
5. Leucippo
6. Pallene
7. Ipparino
8. Erippe
9. Polycrite
10. Leucone, moglie di Cianippo
11. Biblide
12. Calco
13. Arpalice
14. Anteo
15. Dafne
16. Laodice
17. Periandro e sua madre
18. Neaera
19. Pancrato, figlia di Ifimedia
20. Aëro, figlia di Enopione
21. Pisidice
22. Nanide
23. Chilonide
24. Ipparino
25. Faillo
26. Apriate
27. Alcinoe
28. Clite
29. Dafni
30. Celtine
31. Dimete
32. Antippe
33. Assaone
34. Corito
35. Eulimene
36. Arganthone

Dato che Partenio generalmente cita le proprie fonti, queste storie sono utili in quanto forniscono informazioni sui poeti e grammatici alessandrini, per quanto concerne almeno il contenuto delle loro opere.